# Maria Gontowicz-Szałas
Maria Gontowicz-Szałas, née le 23 février 1965 à Gorzów Wielkopolski, est une judokate polonaise.

## Palmarès international en judo
| Championnats du monde         | Championnats du monde | Championnats du monde |
| Année                         | Médaille              | Catégorie             |
| ----------------------------- | --------------------- | --------------------- |
| 1986                          | argent                | –56 kg                |
| Championnats d’Europe de judo |                       |                       |
| Année                         | Médaille              | Catégorie             |
| 1985                          | bronze                | –56 kg                |
| 1986                          | bronze                | –56 kg                |
| 1987                          | bronze                | –56 kg                |
| 1989                          | argent                | –56 kg                |